# Mk.V盟約者巡航坦克
Mk.V盟約者巡航坦克（A13 Mk.III）（英語：Tank, Cruiser, Mk V, Covenanter）是一款英國於第二次世界大戰時使用的巡航坦克。其名稱“盟約者”，是清教徒革命時期英倫三島的一個宗教派別。值得注意的是，盟約者坦克是英國第一款被命名的巡航坦克。
其設計工作由倫敦米德蘭和蘇格蘭鐵路公司負責，最初的設計目的是以更厚實的裝甲取代Mk.IV巡航坦克。盟約者坦克最初于1939年在沒有制造試驗車的情況下投入生產，因此，其設計上的缺陷直到生產開始才被發現。
儘管它曾經由一些英國的裝甲師裝備，并用于訓練和本土防守，但因為冷卻系統的缺陷，讓它沒法跨海到炎熱的地方作戰。在1943年，它被認為已過時。盟約者坦克一共生產了1700輛。

## 研發歷史

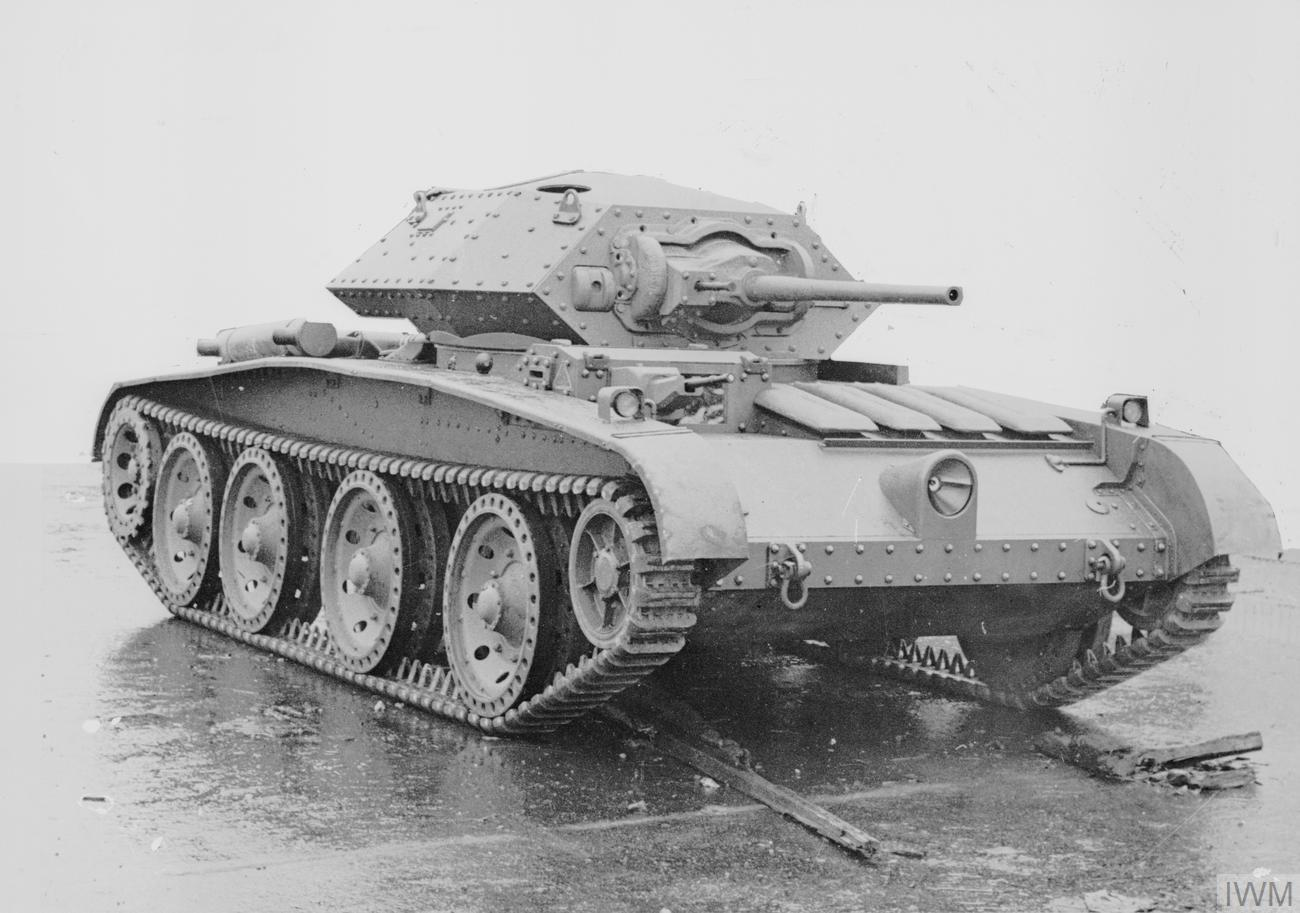
一輛試驗車。注意左前方的散熱器，以及和瓦倫丁坦克相似的炮盾。之后大部分量產型的盟約者坦克炮盾都與之不同

在1938年，陸軍部認為需要一款新型的、擁有更好武裝的重型巡航坦克來取代Mk.IV巡航坦克。納菲爾德公司的A14，A16兩種設計被認為太貴。在1939年，一種更輕、更便宜的巡航坦克——符合總參謀部標準的A13 Mk.V巡航坦克被挑中。它除了與其它的A13系列坦克同樣安裝克里斯蒂懸掛之外，沒什么共同之處。
最初的指標要求安裝1門QF 2磅炮，至少一挺機槍。同時，和其它A13坦克一樣的克里斯蒂懸掛和更低的底盤，還有行星轉向系統和30mm的裝甲標準。“30mm的裝甲標準”是指所有的垂直裝甲板都要達到30mm厚。而傾斜的裝甲板（儘管這樣的設計會讓坦克變長）可以稍薄一點，只要等效裝甲達到30mm即可。
根據這些標準一種大量使用傾斜裝甲從而使得重量較輕的設計被選中。該設計為了讓高度保持較低水平，在懸掛上安裝了曲臂，并選用了一款形狀扁平的引擎。這款引擎是專門為它設計的，能提供至少300匹的動力。傳動和轉向系統則采用先前A16上的沃爾特·戈登·威爾遜生產的傳動和轉向系統。
這種設計的設計工作是由倫敦米德蘭和蘇格蘭鐵路公司（簡稱LMS）負責的。該公司之前還完全沒有戰車的設計和製造經驗，不過它們響應了政府的號召——英國的公司應該發展在未來可能爆發戰爭中的必要技術。這款設計采用了焊接車身而不是以前的鉚接車身。它的炮塔由納菲爾德公司設計，一臺亨利·梅朵設計的扁平狀引擎用于驅動這個炮塔。在1939年4月17日，在一輛原型車都沒有生產的情況下，LMS公司就受到了100輛坦克的訂單。之后，訂單數又陸續增加，英國電力和里蘭汽車業加入了生產隊列中，最終，盟約者坦克一共生產了1771輛。納菲爾德也參與了生產，但是該公司卻更青睞于自己的設計的A13系列坦克的子型號，也就是十字軍坦克。
由於當局認為可能會在不遠的將來爆發戰爭，這款戰車剛「走下繪圖板」就被訂購。當時的想法是建造兩輛原型車進行試驗，將其實驗成果應用於生產中。
為了符合對發動機的要求，這款坦克安裝了一臺水平對置12缸引擎。儘管它是扁平狀的，但是因為它太寬太長，使得引擎室沒有安裝散熱器的空間了。因此，散熱器安裝在了戰車的前方。這種不尋常的佈置（儘管在實驗車上事先進行了測試），加之匆設計匆忙，使得這款坦克在引擎冷卻上存有許多嚴重問題。雖然後來對其進行了重新設計，但是問題仍然存在：比如，連接引擎和散熱器的管道使得戰鬥室溫度升高。這些問題使得盟約者坦克與北非戰役無緣并留在本土用於訓練。取而代之參加北非戰役的是十字軍坦克和美製坦克。
LMS公司曾因為自認為實力不足，因而提議讓盟約者坦克使用鉚接結構並獲得批准。（當時該公司缺少銲工，使用銲接結構會有使交付推遲的風險）原來的銲接設計由兩層裝甲板組成，內層的裝甲板可以十分輕鬆的銲接起來而且不會降低性能。這種雙層結構在坦克改回了鉚接結構後仍被保留。輪則使用鋼製，而不是最初計劃的鋁製。同時，因為底盤前方的裝甲和炮塔裝甲的指標增加到40mm，使得坦克重量增加到了懸掛系統的最大載重，讓坦克沒有用於後期改進的多餘空間。
之後，又對變速箱做了進一步改進。為了規避使用威爾遜公司的傳動和轉向系統這種組合帶來的可能影響生產的風險，盟約者坦克「匆忙設計的」變速箱使用了行星轉向裝置。這迫使用於冷卻變速箱的風扇尺寸改小。
最終，與製造商的合同在1939年簽訂。使用銲接結構的底盤實驗車在1940年的測試結果讓人滿意；儘管第二輛原型車在冷卻方面出現了問題。第一輛盟約者坦克在敦克爾刻戰役後才交付。炮塔的製造滯後於底盤的製造。儘管當時的確存在對盟約者坦克的需求，但是生產在更新更好的坦克出現而卻因為生產線沒有餘力而無法生產的情況下仍然沒有停下來。
在1943年晚期，盟約者坦克被認為無論是在火力還是在裝甲上都無法對抗納粹德國的坦克。同時，當局得出結論，除非對其進行大幅改進，否則沒法解決這兩方面的問題。因此，這種坦克被劃分為過時的坦克，除了用其改裝成的架橋車以外，所有的盟約者坦克都被淘汰。

## 作戰歷史

第二愛爾蘭地方衛隊裝甲師的盟約者坦克在一次檢查中（攝於1942年3月3日）

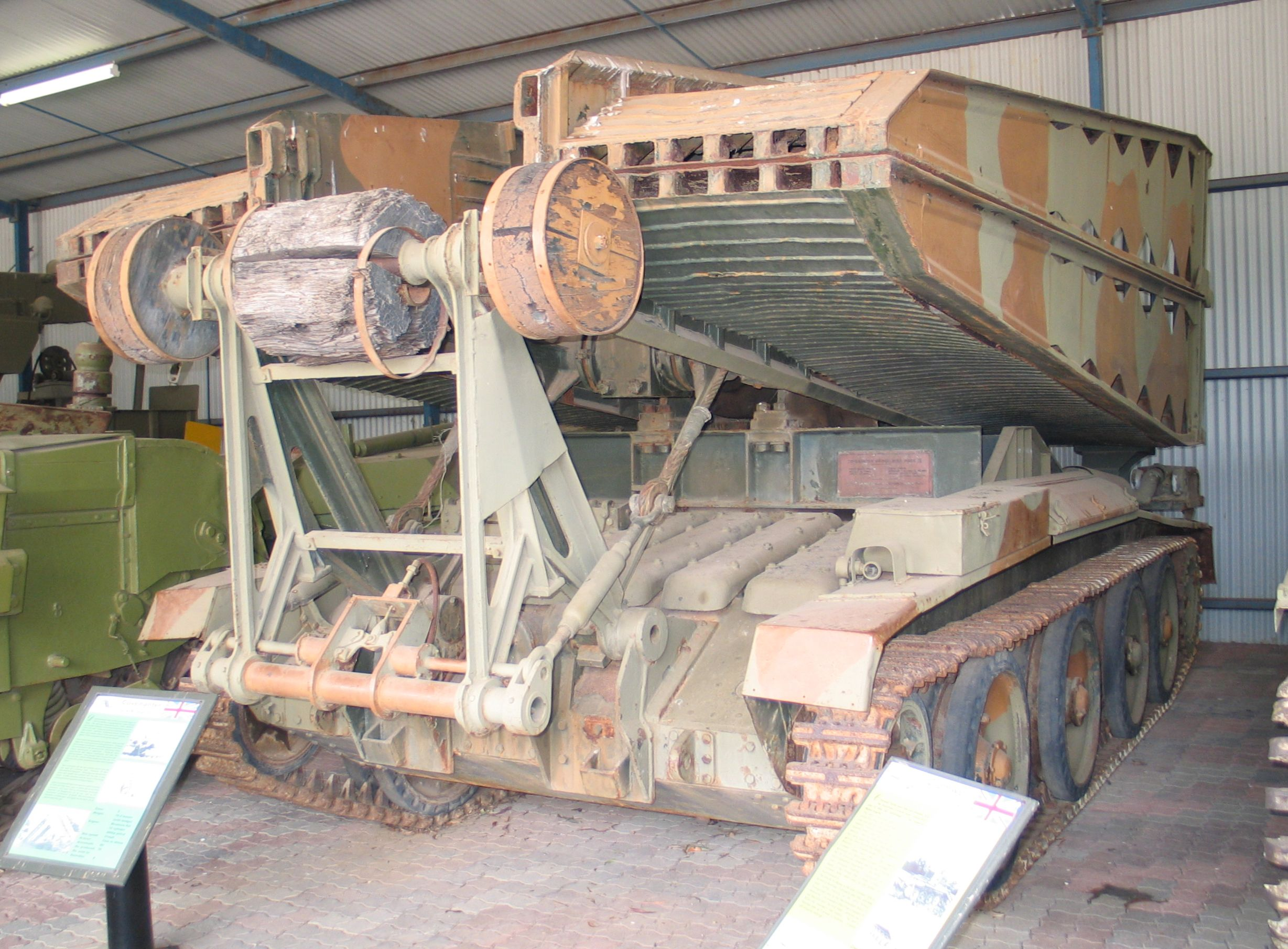
盟約者裝甲架橋車

因為最初的定位就是訓練載具，因此盟約者坦克從來沒有走出英倫三島作戰過。盟約者坦克坦克最初先是分配給了在法國戰役中遭受重創的英國第一裝甲師，但當第一裝甲師被派往埃及時，這些坦克又轉手給了英國第九裝甲師。
在敦克爾克圍困中，捷克斯洛伐克第一裝甲師曾於1944年10月到1945年5月使用過盟約者裝甲架橋車。同時，在太平洋戰爭中，在1945年的布幹維爾島戰役和巴厘巴板戰役中，澳大利亞第四裝甲師也使用了盟約者裝甲架橋車。

## 現存的車輛

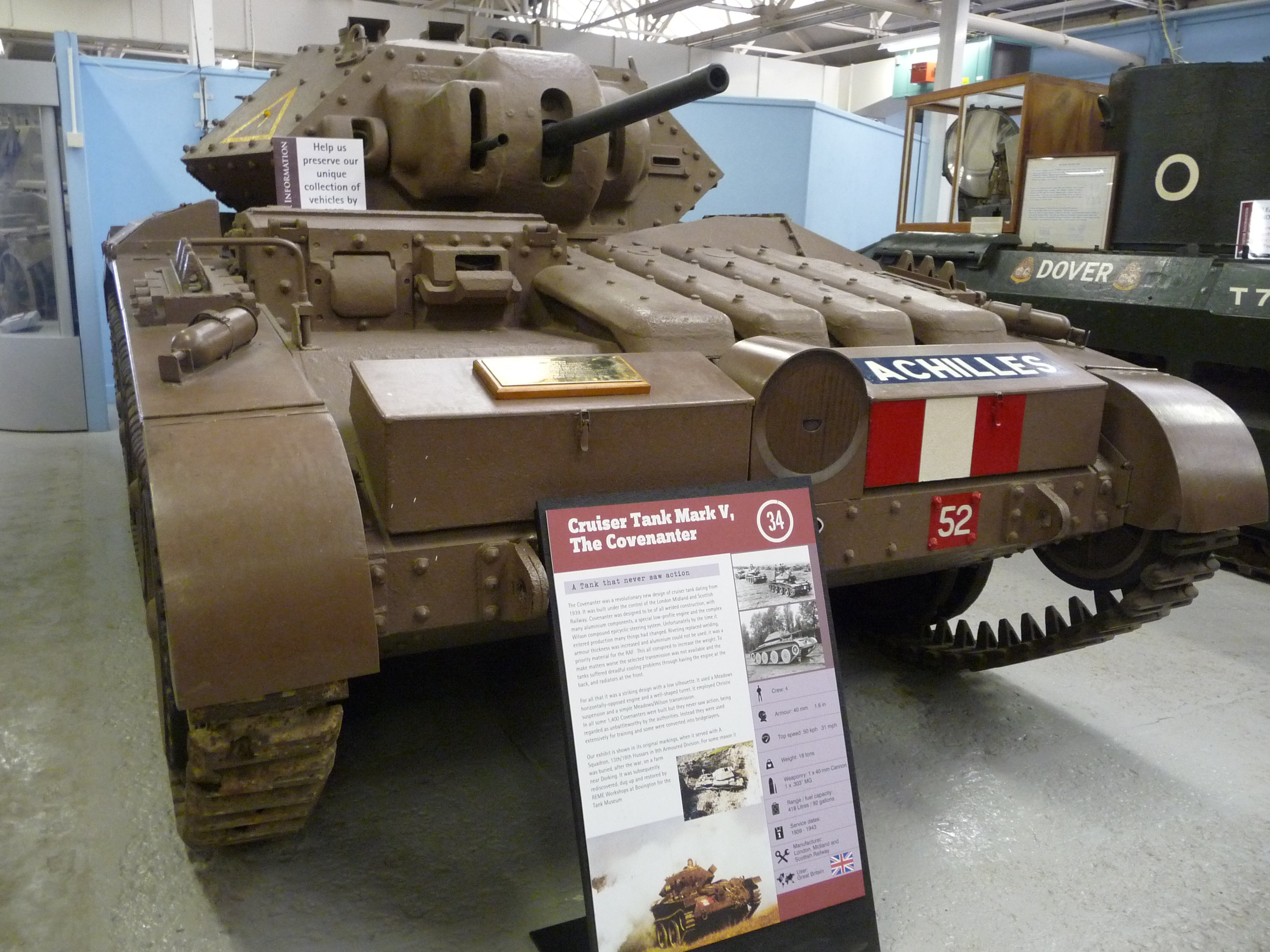
現藏於博文頓坦克博物館的A13盟約者坦克（攝於2010年）

一輛帶有火炮的盟約者坦克目前由英國的博文頓坦克博物館收藏并展出。戰時車身上的圖標仍然保留在車身上，該圖標是其戰時服役的第九裝甲師第13/18皇家騎兵團的標誌。不知道爲什麽，它一直戰後一直被埋在一個多爾金附近的農場旁邊。直到1980年代早期，它才被發現，修復，并送到博文頓坦克博物館中展出。同時，博文頓坦克博物館還同時藏有早期實驗型盟約者的炮塔。另外兩輛被部份掩埋的盟約者坦克則可以在位於英國諾福克的體治威沼澤中看到。現在，該區域是一個英國皇家學會爲保護鳥類而設置的自然保護區。而該區域以前曾經有一場坦克射擊演習，而這兩輛盟約者坦克有可能就在該演習中被用來當做標靶使用。
另外，現在還有兩輛盟約者裝甲架橋車保存在澳大利亞——其中一輛藏於維多利亞的澳大利亞皇家裝甲兵團坦克博物館，而另外一輛則保存在新南威爾士洲的皇家新南威爾士州騎兵藍瑟軍營。

## 外部連結
- Covenanter at WWII vehicles
- Missing-lynx.com: The Covenanter Tank in Detail （页面存档备份，存于）